# Alosa alabamae
Alosa alabamae is een  straalvinnige vissensoort uit de familie van haringen (Clupeidae). De wetenschappelijke naam van de soort is voor het eerst geldig gepubliceerd in 1896 door Jordan & Evermann.
De soort staat op de Rode Lijst van de IUCN als Onzeker, beoordelingsjaar 2007. De omvang van de populatie is volgens de IUCN dalend.